# NEAR Shoemaker

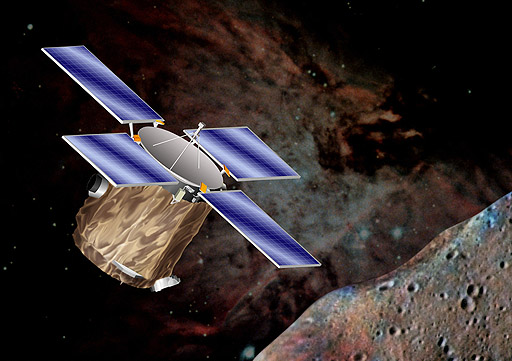
NEAR Shoemaker

«Near Earth Asteroid Rendezvous Shoemaker» (скор. «NEAR Shoemaker») — космічний апарат НАСА, надісланий в 1996 році до астероїда Ерос. Апарат, що спочатку називався «NEAR spacecraft», отримав таку назву 14 березня 2000 року, на честь американського геолога й планетолога Юджина Шумейкера, який загинув в автокатастрофі в 1997 році. Багаторічні дослідження Шумейкера суттєво вплинули на розуміння ролі астероїдів у формуванні планет.
«NEAR Shoemaker» став першим штучним супутником астероїда і першим штучним об'єктом, який здійснив м'яку посадку на астероїд. На шляху до Ероса апарат досліджував астероїд Матільду. Загалом «NEAR Shoemaker» працював трохи більше п'яти років, зокрема близько року — на орбіті Ероса.

## Історія
У 1983 році Комітет з дослідження Сонячної системи НАСА запропонував надіслати космічний апарат до одного з астероїдів, що зближуються із Землею. Після цього, 1986 року, Науковою робочою групою (SWG, скор. від англ. Scientific Working Group) було зроблено всебічну оцінку місії «NEAR». Група дійшла висновку, що в місії може брати участь апарат, який використовується в місіях Програми планетарних досліджень НАСА.
У 1990 році НАСА презентувала нову програму недорогих дослідницьких місій під назвою «Діскавері» (англ. Discovery). У межах програми було ухвалено рішення надіслати космічний апарат до навколоземного астероїда. У 1990 році було подано дві конкурсних пропозиції від Лабораторії прикладної фізики (APL) і Лабораторії реактивного руху (JPL). У підсумку було вибрано пропозицію APL.
Розробку апарата було розпочато в грудні 1993 року, і тривала вона понад два роки. Вартість місії «NEAR» — близько 150 мільйонів доларів США.

### Вибір мети
У 1992 році було проведено пошук об'єктів, що відповідали можливостям апарата «NEAR Shoemaker». Встановлювалися такі обмеження:
1. Запуск мав відбутися в період з 1996 до 2000 року;
2. Орбіта астероїда добре визначена (астероїд має власний номер).
3. Афелій його має бути менше 2,5 а. о.
4. Зміна швидкості (ΔV) після запуску — 2 км/с.
5. Загальна зміна швидкості має бути менше 6 км/с (під загальним ΔV мається на увазі сума ΔV, необхідна для того, щоб відійти від опорної орбіти, і ΔV після запуску, необхідне для успішного зближення з астероїдом).

Третє й четверте обмеження були зумовлені вартістю й складністю КА, а виконання п'ятої умови дозволяло забезпечити виконання місії з використанням ракети-носія класу Дельта. Попередньо були відібрані астероїди, зазначені в таблиці:
| Цільовий астероїд                             | Діаметр, км | Запуск        | Прибуття      | ΔV після запуску, км/с | Загальне ΔV, км/с |
| --------------------------------------------- | ----------- | ------------- | ------------- | ---------------------- | ----------------- |
| (1943) Антерос                                | 1,8         | Травень 1997  | Вересень 1998 | 0,75                   | 5,35              |
| (4660) Нерей (з прольотом (2019) ван Альбада) | 1,0         | Січень 1998   | Січень 2000   | 1,20                   | 5,74              |
| (3361) Орфей                                  | 0,8         | Березень 1998 | Травень 1999  | 1,46                   | 5,47              |
| (4660) Нерей                                  | 1,0         | Січень 2000   | Жовтень 2001  | 0,70                   | 5,05              |

Однак усі цілі, що відповідали критеріям, мали невеликий розмір. Вчені побоювалися, що малий розмір досліджуваного об'єкта може обмежити кількість і різноманітність наукової інформації.
Як бажана мета нерідко згадувався й астероїд Ерос, який у перигелії зближується з орбітою Землі. Ерос значно більший (34,4 × 11,2 × 11,2 км) інших запропонованих цілей. Однак для його досягнення було потрібна ΔV, що перевищує 6 км/с, і великий нахил орбіти запуску. Тому для вирішення цієї проблеми було ухвалено рішення збільшити час польоту на один рік, щоб через рік після старту, під час прольоту поряд із Землею, виконати пертурбаційний маневр для зміни кута нахилу орбіти апарата до екліптики.

## Влаштування апарата

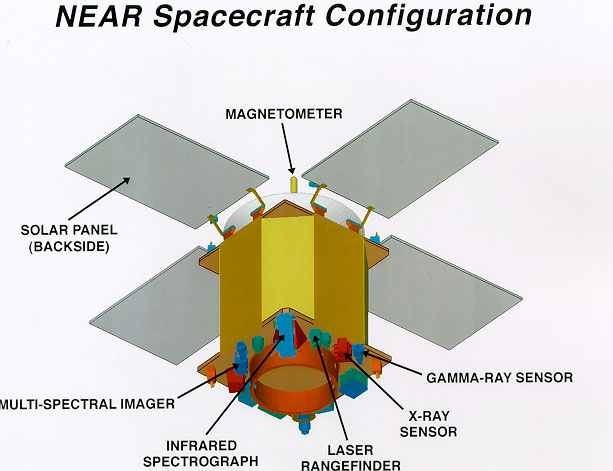
Наукові інструменти апарата.

«NEAR Shoemaker» був сконструйований в Лабораторії прикладної фізики (APL, скор. Від англ. Applied physics laboratory). Це був 55-й космічний апарат, сконструйований в APL.

### Загальні характеристики
«NEAR Shoemaker» має форму восьмикутної призми, з чотирма фіксованими панелями арсенид-галієвих сонячних батарей, розташованих у вигляді млина. На верхній підставі призми була встановлена антена високого підсилення діаметром 1,5 м.
Площа основи апарата становила 1,7 м2. Загальна маса на старті, з урахуванням палива — 805 кг, без палива — 487 кг.

### Основні підсистеми

#### Керуючі підсистеми
- Командно-керуюча підсистема.
- Підсистема стабілізації.
- Підсистема телекомунікації.
- Підсистема енергопостачання.
- Рухова підсистема.

#### Наукові інструменти
- Мультиспектральна камера.
- Інфрачервоний спектрометр.
- Лазерний висотомір.
- Гамма-рентгенівський спектрометр.
- Магнітометр.
- Радіоосцилятор.

### Опис керуючих підсистем
За керування «NEAR Shoemaker» відповідала Командно-керуюча підсистема (C & DH, скор. Від англ. Command and Data Handling), призначена для виконання команд із Землі, збору, обробки і форматування даних телеметрії, вмикання й вимикання інших пристроїв апарата. Підсистема включала в себе інтерфейс MIL-STD-1553  для зв'язку з іншими підсистемами, керованими процесором. C&DH була оснащена двома модулями пам'яті: ємність першого становила 0,67 Гбіт, другий — 1,1 Гбіт.

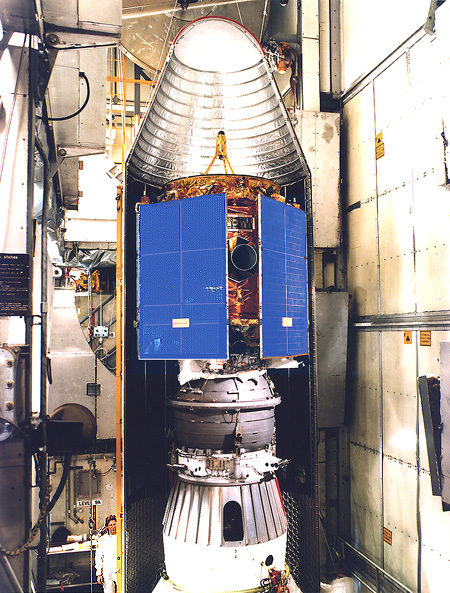
КА «NEAR Shoemaker» всередині ракети-носія «Дельта-2».

Підсистема стабілізації (G&C, скор. Від англ. Guidance and Control) призначена для спрямування антени високого підсилення при сеансах зв'язку з Землею, позиціонування апарата для спрямування наукових приладів у бік досліджуваної ділянки. Для виконання цих функцій було застосовано кілька приладів, зокрема чотири напівсферичні 30-міліметрові гіроскопи. Гіроскопи також застосовувалися для визначення курсу й вимірювання зміни швидкості (ΔV). Крім того, підсистема стабілізації забезпечувала контроль за тепловим станом приладів, оберігаючи їх від перегріву або переохолодження.
Підсистема телекомунікації забезпечувала зв'язок апарата з Землею. До складу підсистеми входила одна антена високого підсилення (HGA, скор. Від англ. High-Gain Antenna) і дві — низького підсилення (LGA, скор. від англ. Low-Gain Antenna). HGA використовувалася для передачі великих обсягів даних, і могла працювати на швидкості обміну до 26,8 Кбіт/с. LGA використовувалися в тих випадках, коли необхідно було економити енергію, як, наприклад, під час польоту «NEAR Shoemaker» до мети. Швидкість передачі даних антеною низького підсилення була дуже невеликою, від 9 біт/с.
Підсистема енергопостачання включає чотири панелі арсенид-галієвих сонячних батарей, розміром 1,83×12,2 метрів кожна, і нікель-кадмієві батареї ємністю 9 ампер-годин. На початковому етапі, на відстані 1 а. о. сонячні батареї забезпечували потужність 1880 Вт, на найбільшому віддаленні від Сонця — близько 400 Вт.
Рухова підсистема призначена для виконання маневрів та управління становищем апарата. Вона включає в себе один головний двигун тягою 450 Н, чотири двигуни тягою по 21 Н, і сім малих двигунів тягою по 3,5 Н. Головний двокомпонентний двигун застосовувався для здійснення маневрів в космосі. Решта двигунів — однокомпонентні, застосовувались для керування положенням апарата.

### Наукові інструменти
Мультиспектральна камера (MSI, скор. від англ. Multi-Spectral Imager) призначена для отримання зображень у видимому і ближньому інфрачервоному діапазонах. Камера мала вісім фільтрів, що охоплюють діапазон від 450 до 1100 нм. Кут огляду камери становив 2,95°×2,26°, з роздільною здатністю 537×244 пікселів. Такі характеристики дозволяли отримати роздільну здатність 10 × 16 м з відстані 100 км. Мультиспектральна камера використовувалася для визначення форми Ероса, особливостей будови поверхні, побудови карти розподілу мінералів.
Інфрачервоний спектрометр (NIS, скор. Від англ. Near-Infrared Spectrograph) працював у спектральному діапазоні від 0,8 до 2,6 мкм. Призначався для вивчення хімічного складу астероїда, шляхом вимірювання спектра відбитого від поверхні сонячного світла.
Лазерний висотомір (NLR, скор. Від англ. NEAR Laser Rangefinder) застосовувався для визначення відстані до Ероса і дозволив провести точні вимірювання форми астероїда. Лазерний передавач, що входить до складу приладу, працював на довжині хвилі 1,06 мкм, і виробляв імпульси потужністю 15 мДж й тривалістю 12 нс.
Гамма-рентгенівський спектрометр (XGRS, скор. Від англ. X-ray/Gamma-Ray Spectrometer) розробляв глобальні карти хімічного складу поверхні Ероса, вимірюючи гамма-випромінювання й рентгенівське випромінювання астероїда, що утворюються під впливом сонячної енергії. По суті інструмент являв собою два прилади, що вимірюють електромагнітні хвилі різної довжини. Вимірювання в рентгенівському діапазоні використовувалися для виявлення в складі поверхні астероїда таких хімічних елементів, як магній, алюміній, кремній, кальцій, титан і залізо. У гамма-діапазоні досліджувалася поверхня до глибини близько 10 см щодо наявності кисню, кремнію, заліза, водня, калію, торію і урану.
Трьохвісевий ферозондовий магнітометр використовувався для вимірювання магнітного поля Ероса. Датчик приладу був встановлений в підставі антени високого підсилення, а електроніка — в іншій частині апарата. Датчик використовував вісім обираних рівнів чутливості в діапазоні від 4 нТл до 65 536 нТл.
Радіоосцилятор (RS, скор. Від англ. Radio Science), що працював на частоті 8438 МГц, дозволяв визначати радіальну швидкість з точністю до 0,1 мм/с, а також використовувався для вимірювання гравітаційних параметрів Ероса.

## Хроніка польоту і траєкторія
«NEAR Shoemaker» рухався так званою траєкторією «Delta VEGA», необхідною для зближення з Еросом, орбіта якого нахилена під кутом 10,8° до площини екліптики. «Delta V» означає зміну швидкості руху апарата (ΔV), а «EGA» — «за допомогою земної гравітації» (англ. Earth Gravity Assist).

### Запуск
17 лютого 1996 року зі стартового майданчика 17-B на мисі Канаверал під Флоридою, за допомогою триступеневої американської ракети-носія «Дельта-2» 7925, був запущений «NEAR Shoemaker». На висоті близько 183 км з нахилом 28,74° ракета вийшла на паркувальну орбіту. Період перебування на паркувальній орбіті був порівняно коротким (13 хв). Це говорить про те, що сонячна енергія почала використовуватися через годину після запуску.
Третій ступінь відпрацював повністю в земній тіні. Приблизно через 22 хвилини після запуску цей ступінь відокремився і розкрилися панелі сонячних батарей. Після відділення третього ступеня контроль за апаратом перейшов до його система управління. Протягом 37 хвилин, з моменту запуску і до виходу «NEAR Shoemaker» з тіні Землі, апарат підтримував роботу за допомогою вбудованих батарей. Оскільки їх розміри й вага були обмежені, працювали тільки найбільш важливі системи.

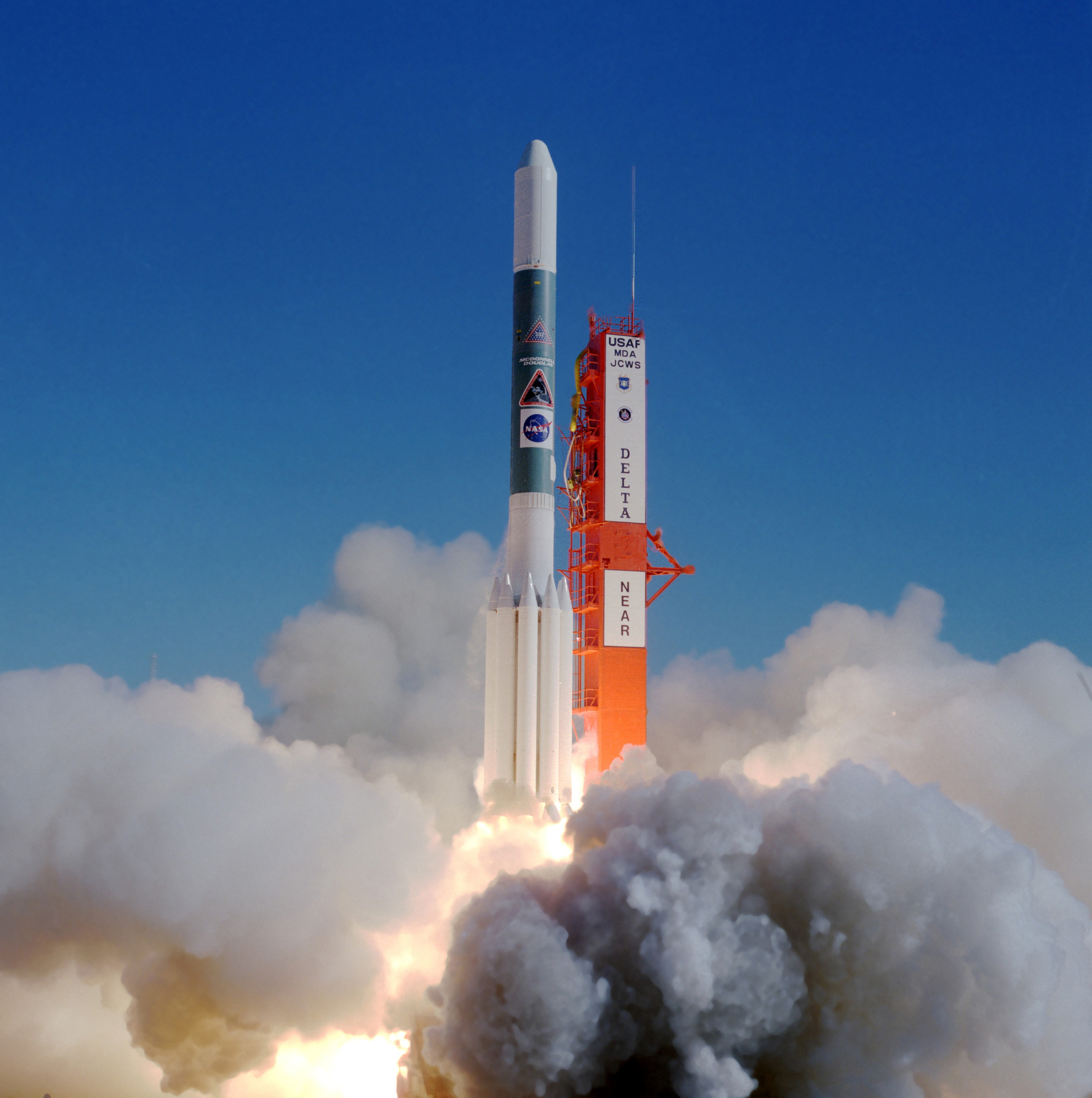
Запуск КА «NEAR Shoemaker» 17.02.1996 р.

### Політ до Матільди
Політ до астероїда 253 Матільда тривав більше 16 місяців.
Протягом кількох перших тижнів польоту перевірявся стан апарата. Також протягом цього періоду проводились невеликі пуски двигуна, з метою калібрування рухової системи, і коригування відхилень від заданої траєкторії. Після цього, для економії енергії, апарат був переведений в режим мінімальної активності. Всі інструменти були відключені. Підсистема телеметрії періодично обробляла службові операції і навігаційні дані, і зберігала їх. Нагрівачі використовувалися для підтримки температури неактивних систем.

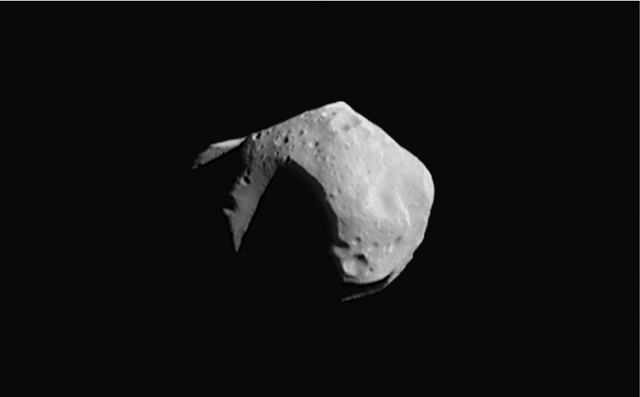
Складене зображення астероїда Матільда, побудоване з чотирьох знімків, зроблених КА «NEAR Shoemaker» 27.06.1997 р.

### Проліт Матільди
27 червня 1997 року «NEAR Shoemaker» пролетів на мінімальній відстані 1200 км від астероїда Матільда. Швидкість прольоту становила 9,94 км/с. Апарат отримав більше 500 зображень астероїда. Роздільна здатність найякісніших з них становить 180 метрів на піксель. Також було отримано 7 кольорових зображень, з роздільною здатністю 400—500 метрів на піксель. Через повільне обертання, «NEAR Shoemaker» зміг сфотографувати всього близько 60 % поверхні.
Крім телеметричних спостережень, було виміряно магнітне поле і маса Матільди. У процесі віддалення апарата було зроблено пошук можливих супутників астероїда, але їх не було виявлено.
3 липня 1997 року, через тиждень після прольоту Матільди, був проведений перший маневр за допомогою двигуна апарата, необхідний для зменшення перигелію з 0,99 до 0,95 а. о. Маневр був проведений в два етапи, з метою недопущення перегрівання двигуна.

### Проліт Землі
Наступним важливим етапом місії був проліт поруч із Землею, необхідний для зміни нахилу його орбіти до екліптики з 0,5° до 10,2°, і зменшення афелійної відстані від 2,17 а. о. до 1,77 а. о. Проліт пройшов 22 січня 1998 року на висоті 540 км від поверхні планети.
Цікавим аспектом прольоту Землі виявився той факт, що траєкторія проходила над південним полярним регіоном планети. Це дозволило отримати кілька унікальних зображень Антарктиди.

### Проліт Ероса

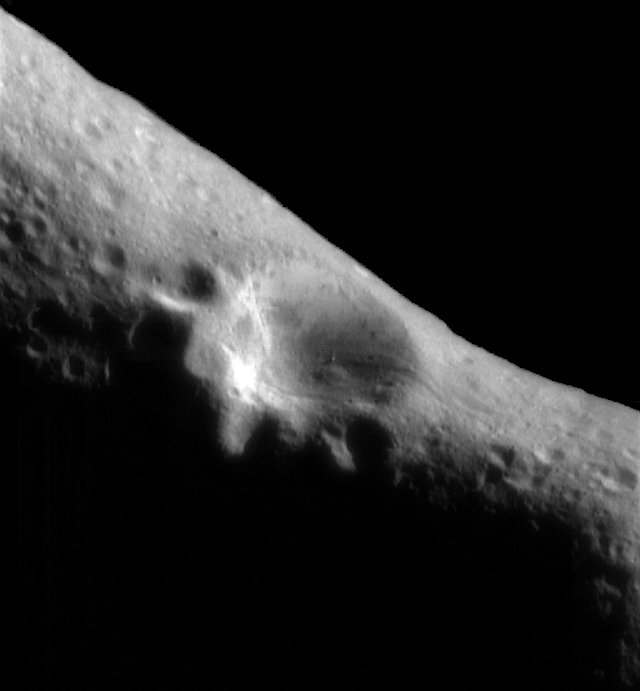
Перше зображення Ероса, зроблене після виходу «NEAR Shoemaker» на його орбіту, 14 лютого 2000 року.

Відповідно до початкового плану польоту, «NEAR Shoemaker» мав вийти на орбіту Ероса 10 січня 1999 року. Однак 20 грудня 1998 року, під час гальмівного імпульсу стався збій у програмному забезпеченні і на 27 годин було втрачено зв'язок з апаратом. У зв'язку з цим було ухвалено новий план польоту.
Згідно з новим планом, 23 грудня «NEAR Shoemaker» пролетів за 3827 км від центру мас Ероса. Дата виходу на орбіту астероїда була перенесена на 14 лютого 2000 року. Апарат мав вийти на геліоцентричну орбіту, яка майже збігалася з орбітою Ероса.
3 січня 1999 року з використанням двигуна був виконаний маневр для коригування траєкторії і швидкості апарата, необхідної для повторної зустрічі з астероїдом. Під час прольоту Ероса було зроблено його знімки, зібрано дані за допомогою інфрачервоного спектрометра.

Наближення до Еросу 3—4 грудня 2000 року.

### На орбіті Ероса

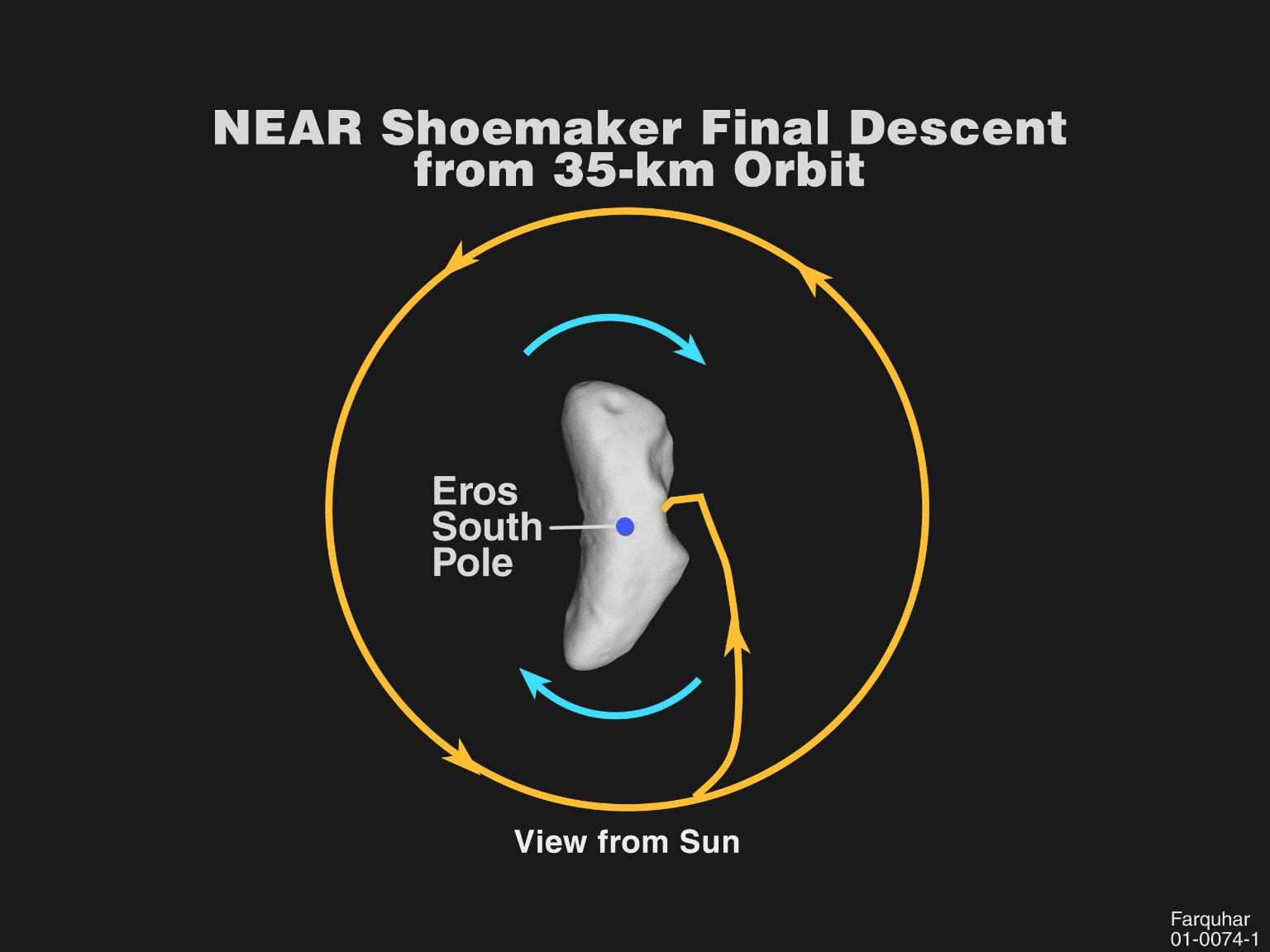
Схема спуску КА «NEAR Shoemaker» на поверхню Ероса. 14.02.2001 р.

14 лютого 2000 року «NEAR Shoemaker» вийшов на орбіту навколо Ероса з перицентром 327 км, апоцентром 450 км і періодом обертання 27,6 днів. На цій орбіті були зроблені перші знімки астероїда, зібрані дані про поверхню і геологію Ероса.
3 березня 2000 року апарат наблизився до Ероса на відстань приблизно 205 км, і пропрацював на майже круговій орбіті близько місяця. За цей час було зібрано інформацію про склад астероїда.
1 квітня 2000 року «NEAR Shoemaker» розпочав наступний етап зближення, для детальнішого вивчення астероїда. 11 квітня апарат вийшов на кругову орбіту, на відстань близько 100 км.
22 квітня 2000 року космічний апарат продовжив зближення з астероїдом, і 30 квітня вийшов на 50-кілометрову орбіту, найзручнішу для дослідження астероїда. «NEAR Shoemaker» перебував на цій орбіті майже до кінця 2000 року. За цей період було проведено велику кількість досліджень. Через місяць був вимушено відключено інфрачервоний спектрометр, після різкого стрибка напруги в пристрої. За час роботи за допомогою приладу було отримано понад 58 тисяч спектральних знімків.
13 грудня 2000 року «NEAR Shoemaker» востаннє змінив орбіту, наблизившись до астероїда на відстань близько 35 км. На цій орбіті основні дослідження проводилися за допомогою гамма-рентгенівського спектрометра, що вивчав хімічний склад поверхні.

### Завершення місії
12 лютого 2001 року апарат почав гальмування, повільно спускаючись на Ерос. Через два дні, 14 лютого, «NEAR Shoemaker» опустився на поверхню астероїда. Під час спуску було одержано зображення поверхні з високою роздільною здатністю, зокрема 69 детальних знімків на останніх 5 км спуску.
Апарату вдалося здійснити м'яку посадку на Ерос. За словами директора проєкту NEAR Роберта Фаркуара, вертикальна швидкість торкання поверхні склала 1,5—1,8 м/с. Апарат не отримав пошкоджень. Після приземлення панелі сонячних батарей були освітлені Сонцем, що забезпечило енергією гамма-рентгенівський спектрометр. Працюючи на поверхні, цей прилад з високою точністю міг визначати склад ґрунту Ероса на глибині до 10 см.
Перебуваючи на поверхні, апарат більше двох тижнів передавав дані. 28 лютого місія NEAR була завершена. У грудні 2002 року була зроблена остання спроба зв'язатися з апаратом, що виявилася невдалою.

## Результати місії
Головні завдання місії «NEAR», пов'язані з дослідженнями астероїдів 253 Матільда і 433 Ерос, були виконані.

### Дослідження Матільди
Дані, отримані під час прольоту повз астероїд Матільда дозволили уточнити розміри, період обертання астероїда. Були вивчені форма і склад поверхні, отримані значення маси та густини Матільди

### Дослідження Ероса
Пропрацювавши близько року на орбіті Ероса, «NEAR Shoemaker» зміг зібрати велику кількість наукової інформації.
Вимірювання за допомогою лазерного висотоміра дозволили створити тривимірну модель астероїда.
Завдяки спалахам на Сонці 22 і 23 березня 2000 року, раніше, ніж очікувалося, за допомогою гамма-рентгенівського спектрометра був визначений хімічний склад астероїда. На поверхні були виявлені магній, алюміній, кремній, кальцій і залізо. Вчені припустили, що Ерос не є продуктом зіткнення, а сформувався 4,6 млрд років тому.
Виміри «NEAR Shoemaker» дозволили отримати або уточнити орбітальні й фізичні характеристики астероїда.

### Нагороди
- Аерокосмічна нагорода Смітсонівського інституту 2001 року[8].